# Haplochromis sp. nov. 'ruby'
Haplochromis sp. nov. 'ruby' é uma espécie de peixe da família Cichlidae.
É endémica do Uganda. 